# Alessandro Scarlatti
Alessandro Scarlatti (Palermo, 1660. május 2. – Nápoly, 1725. október 22.) olasz barokk zeneszerző. Zenész család sarja, testvére Francesco Scarlatti (1666–1741) és két fia (Pietro Filippo Scarlatti (1679–1750), Domenico Scarlatti (1685–1757)) szintén zeneszerző volt.

## Élete
1660-ban, Palermóban született. 1672-ben szülei őt és kis húgait Rómába küldték, miután zavargások, éhínség törtek ki Palermóban. Gyermekkori zenei tanulmányairól semmit biztosat nem tudunk, valószínűleg apja taníthatta vagy édesanyja rokona, Vincenzo Amato, a palermói katedrális karnagya. Rómában egy szeminárium kórusiskolájába került. Sikerült pártfogókra szert tennie, akikhez egész életében hű maradt. Ezenkívül Rómában lehetősége volt megismerkedni Cesti, Stradella, Pasquini, Sartorio műveivel. Nyilván itt kapta a legfontosabb indíttatást zeneszerzői karrierje felé. 1678. április 12-én feleségül vette Antonia Anzolanét. Házasságukból tíz gyerek született, de csak öt érte meg a felnőttkort, közülük kettő lépett zenei pályára.
Zeneszerzőként 1679-ben hallatott magáról először: Santissimo Crocifisso egy oratórium komponálásával bízta meg, a művet február 24-én már elő is adták. Az igazi sikert azonban legkorábbi ismert operája, a Gli equivoci nel sem'biante hozta meg számára. A darab eljutott Nápolyba, Bolognába, Monte Filottranóba és 1681-ben Bécsben is színre vitték. A hatalmas siker hatására 1683-ban Nápolyba költözött és 1702-ig a nápolyi alkirály udvari zeneszerzőjeként működött. Krisztina királynő mellett még két jelentős és említésre méltó pártfogója tett szert: Benedetto Pamphilire és Pietro Ottobonira. Mindketten bőkezű művészetpártolók voltak, akik palotáikban színházat is tartottak fenn.
Nápolyban élénk opera élet volt már, amit egy 1650-ben odalátogató társulat indított el. Eleinte főleg velencei darabokat játszottak, aztán kezdtek feltűnni a színpadokon a nápolyi szerzők művei is, Scarlatti idejében pedig már kibontakozóban volt a nápolyi opera-iskola, amelynek ő lesz az egyik legjelentősebb képviselője. 1684-ben már színre is viszik legújabb operáját az Il Pompeó-t. Az operaélet legfőbb patrónusai ekkor az alkirályok voltak, akik téli és nyár rezidenciájukon színházat tartottak fenn. Nem zárkóztak el a nyilvános előadásoktól sem.
A San Bartolomeo színházban 1654-től játszottak operát. 1681-ben a színház leégett, de két évvel később újjáépítették, és önálló társulattal kezdte meg újbóli működését. Az állandó zenészekből és énekesekből álló társulat igazgatója pár év múlva maga Scarlatti lett, aki nápolyi tartózkodása alatt szakadatlanul dolgozott. Ekkor keletkezett operatermésének több mint a fele. De ezekből az időkből maradt fenn a legtöbb oratóriuma, kantátája és serenatája is.
1686-ban Rómában mutatták be La Rosmere című operáját. Az örök városba többször is elutazott, hogy figyelemmel kísérje és ellenőrizze legújabb darabjainak próbáit. 1694-ben mutatják be egyik legjobb és legsikeresebb operáját Il Pirro e Demetrio címmel a San Bartolomeóban, ez hozta meg a zeneszerző nemzetközi hírnevét. Ez az egyetlen operája, melyet Angliában még életében bemutattak. A szakadatlan munka azonban nem hozta meg az anyagi jólétet.
Scarlatti abban reménykedett, hogy Medici Ferdinánd herceg szolgálatába léphet, aki nagy zenepártoló volt, és közel egy tucat Scarlatti-operát pártfogolt és adatott elő. De csalatkoznia kellett, 1702-ben elhagyta Firenzét, és Rómába utazott. 1703-ban kinevezték a Santa Maria Maggiore helyettes zeneigazgatójának, és korábbi patrónusa, Ottoboni bíboros szolgálatába lépett.
1707-ben vitték színre egyik legnagyszerűbb művét: a Mitridate Eupatore című operát. A korabeli közönségnek azonban nem tetszett a darab. 1706-ban Pasquinivel és Corellivel egyetemben beválasztották az Árkádia Akadémia tagjai közé. Még ebben az évben kapott nemesi kiváltság levelet XI. Kelemen pápától, amely feljogosította a „Cavaliere” (lovag) előnév használatára. Életének utolsó szakaszában más zeneszerzőkkel (Caldara, Cesarini, Conti, Lotti, Gasparini) dolgozott együtt több opera megkomponálásában is. Utolsó évét csendes visszavonultságban töltötte. 1725. október 22-én hunyt el. A Santa Maria di Montesanto Cecília-kápolnájába temették el.

## Munkássága
Elsősorban a vokális zene területén alkotott maradandót: közel 40 oratórium, 115 opera (de ebből csak 36 maradt fenn teljes terjedelemben, a többi csak töredékben), 700 kantáta, számos egyházzenei mű mellett elenyésző számú zenekarimű (versenymű, sinfoniák, csembaló darabok, szonáták stb.) alkotja műveinek jegyzékét.
Operái szinte kivétel nélkül háromfelvonásos darabok, sok tekintetben Monteverdi kora barokk, velencei operáit követik. Dramaturgiájának lényege az ének szólam sajátos kezelése. Az ének az ő számára nem a szöveg értelmi tartalmát gazdagította. Jellemző, hogy még olyan jelentős darabjai is, mint a Mitridate Eupatore egy sablonokkal teli, kevésbé igényes librettó alapján készült. Scarlatti művészetében a szöveg magáért való zenei érték. A darabok szereplői esetenként semmit mondó szavakat, mondatokat ismételgetnek, miközben az énekeseknek lehetőségük nyílik megcsillogtatni virtuóz tudásukat. Az ének nem szolgálja a szöveg közlendőjének elmélyítését. Jellemző, hogy időben előre haladva egyre gyakrabban alkalmazza a da capo ária háromtagú formáját, idővel a hangszerelést is fokozatosan gazdagítja. Darabjait a világ operaszínpadai és fesztiváljai ritkán veszik elő, cd felvétel is csak egyből készül (Griselda).
Oratóriumait és kantátáit már gyakrabban mutatják be, ezek közül több is hozzáférhető CD-felvételen. Oratóriumaiban szabadabban kombinálja az áriákat, recitativókat és az együtteseket. Idővel ezekben is előtérbe kerül a da capo forma. Kantátái a műfaj csúcs- és végpontját jelentik. Esetenként van hangszeres kíséret is, általában házimuzsikálásra készítette őket. Túlnyomórészt szerelmi történeteket vagy mitológiai témát dolgoznak fel. A darabokban recitativók, áriák és ariosok váltakoznak. Zenekari művei közül említésre méltóak sinfoniái és operanyitányai. Számos zenekari darabjáról készült CD.

## Operáinak listája
| - Gli equivoci nel sembiante 1679 - L'honestà negli amori 1680 - Tutto il mal non vien per nuocere 1681 - Il Pompeo 1683 - La guerriera costante 1683 - L'Aldimiro, o vero Favor per favore 1683 - La Psiche, o vero Amore innamorato 1683 - Olimpia vendicata 1685 - La Rosmene, o vero L'infedeltà fedele 1686 - Clearco in Negroponte 1686 - La santa Dinna 1687 - Il Flavio 1688? - L'Amazzone corsara, o vero L'Alvilda 1689 - La Statira 1690 - Gli equivoci in amore, o vero La Rosaura 1690 - L'humanità nelle fiere, o vero Il Lucullo 1691 - La Teodora augusta 1692 - Gerone tiranno di Siracusa 1692 - Il nemico di se stesso 1693 - L'amante doppio, o vero Il Ceccobimbi 1693 - Pirro e Demetrio 1694 - Il Bassiano, o vero Il maggior impossibile 1694 - La santa Genuinda, o vero L'innocenza difesa dall'inganno 1694 - Le nozze con l'inimico, o vero L'Analinda 1695 - Nerone fatto Cesare 1695 - Massimo Puppieno 1695 - Penelope la casta 1696? vagy 1694 - La Didone delirante 1696 - Comodo Antonino 1696 - L'Emireno ovvero Il consiglio dell'ombra 1697 - La caduta de' Decemviri 1697 - Il prigioniero fortunato 1698 - Anacreonte 1698 | - La donna ancora è fedele 1698 - Gl'inganni felici 1699 - L'Eraclea 1700 - Odoardo 1700 - Dafni 1700 - Laodicea e Berenice 1701 - Il pastore di Corinto 1701 - Tito Sempronio Gracco 1702 - Tiberio imperatore d'oriente 1702 - Il Flavio Cuniberto 1702? - Arminio 1703 - Turno Aricino 1704 - Lucio Manlio l'imperioso 1706 - Il gran Tamerlano 1706 - Il Mitridate Eupatore 1707 - Il trionfo della libertà 1707 - Il Teodosio 1709 - L'amor volubile e tiranno 1709 - La principessa fedele 1710 - La fede riconosciuta dramma pastorale per musica 1710 - Giunio Bruto, o vero La caduta dei Tarquini ? - Il Ciro 1712 - Scipione nelle Spagne 1714 - L'amor generoso 1714 - Tigrane 1715 - Carlo re d'Allemagna 1716? - La virtù trionfante dell'odio e dell'amore 1716 - Telemaco 1718 - Il trionfo dell'onore 1718 - Il Cambise 1719 - Marco Attilio Regolo 1719 - Griselda 1721 |